# El Kouif
El Kouif (em árabe: الكويف) é uma comuna localizada na província de Tébessa, Argélia. Sua população estimada em 2008 era de 17 319 habitantes.